# Elcana
Elcana (em hebraico: אֱלְקָנָה; romaniz.: ’Ĕlqānā; lit.: "El comprou") foi o esposo de Ana e pai de seus filhos, incluindo seu primeiro, Samuel. Elcana praticava poligamia; sua outra esposa, menos favorecida, mas com mais filhos, chamava-se Penina. Os nomes dos outros filhos de Elcana, além de Samuel, não são fornecidos. Elcana desempenha apenas um papel secundário na narrativa e é principalmente um personagem coadjuvante de Eli, Ana e Samuel.
Elcana tinha duas mulheres, Ana e Penina. Penina lhe dava filhos, enquanto que Ana era estéril e não lhe dava descendência; Penina, contudo, provocava Ana, o que causava rivalidade entre as duas, pois Elcana amava mais a Ana. Entretanto, pela intervenção de Deus, Ana conseguiu engravidar, de modo que Elcana tornou-se o pai de Samuel, considerado um profeta importante e o último Juiz do período dos Juízes na Terra de Israel. 
Embora residisse no território da tribo de Efraim, Elcana era um coatita, membro da tribo de Levi, que não possuía terras próprias, recebendo herança em outras tribos. Ele era chamado de efraimita devido à sua residência naquela região, e não por ser descendente de Efraim (I Samuel 1:1; I Crônicas 6:33-38).

## Árvore genealógica
Árvore genealógica baseada em I Samuel
|        |        |        |        |        |        |        |        |        |        |     |     | Efraim |        |        |        |        |        |        |        |        |        |  |  |  |  |        |        |        |        |        |        |     |     |     |     |     |     |
|        |        |        |        |        |        |        |        |        |        |     |     |        |        |        |        |        |        |        |        |        |        |  |  |  |  |        |        |        |        |        |        |     |     |     |     |     |     |
|        |        |        |        |        |        |        |        |        |        |     |     | Zufe   |        |        |        |        |        |        |        |        |        |  |  |  |  |        |        |        |        |        |        |     |     |     |     |     |     |
|        |        |        |        |        |        |        |        |        |        |     |     |        |        |        |        |        |        |        |        |        |        |  |  |  |  |        |        |        |        |        |        |     |     |     |     |     |     |
|        |        |        |        |        |        |        |        |        |        |     |     | Toú    |        |        |        |        |        |        |        |        |        |  |  |  |  |        |        |        |        |        |        |     |     |     |     |     |     |
|        |        |        |        |        |        |        |        |        |        |     |     |        |        |        |        |        |        |        |        |        |        |  |  |  |  |        |        |        |        |        |        |     |     |     |     |     |     |
|        |        |        |        |        |        |        |        |        |        |     |     | Eliú   |        |        |        |        |        |        |        |        |        |  |  |  |  |        |        |        |        |        |        |     |     |     |     |     |     |
|        |        |        |        |        |        |        |        |        |        |     |     |        |        |        |        |        |        |        |        |        |        |  |  |  |  |        |        |        |        |        |        |     |     |     |     |     |     |
|        |        |        |        |        |        |        |        |        |        |     |     | Jeroão |        |        |        |        |        |        |        |        |        |  |  |  |  |        |        |        |        |        |        |     |     |     |     |     |     |
|        |        |        |        |        |        |        |        |        |        |     |     |        |        |        |        |        |        |        |        |        |        |  |  |  |  |        |        |        |        |        |        |     |     |     |     |     |     |
|        |        |        |        | Penina | Penina | Penina | Penina | Penina | Penina |     |     | Elcana | Elcana | Elcana | Elcana | Elcana | Elcana |        |        |        |        |  |  |  |  |        |        |        |        |        |        | Ana | Ana | Ana | Ana | Ana | Ana |
|        |        |        |        | Penina | Penina | Penina | Penina | Penina | Penina |     |     | Elcana | Elcana | Elcana | Elcana | Elcana | Elcana |        |        |        |        |  |  |  |  |        |        |        |        |        |        | Ana | Ana | Ana | Ana | Ana | Ana |
|        |        |        |        |        |        |        |        |        |        |     |     |        |        |        |        |        |        |        |        |        |        |  |  |  |  |        |        |        |        |        |        |     |     |     |     |     |     |
|        |        |        |        |        |        |        |        |        |        |     |     |        |        |        |        |        |        |        |        |        |        |  |  |  |  |        |        |        |        |        |        |     |     |     |     |     |     |
| Filho1 | Filho1 | Filho1 | Filho1 | Filho1 | Filho1 |        |        | ...    | ...    | ... | ... | ...    | ...    |        |        | Filhon | Filhon | Filhon | Filhon | Filhon | Filhon |  |  |  |  | Samuel | Samuel | Samuel | Samuel | Samuel | Samuel |     |     |     |     |     |     |

Segundo o Primeiro Livro das Crônicas, capítulo 6, Elcana era levita, descendente direto de Corá. Como os levitas não possuíam herança de terras, também eram conhecidos pela território tribal onde nasceram. Elcana, portanto, era um levita efraimita. Por isso, seu filho Samuel servia no tabernáculo, pois somente os levitas poderiam fazê-lo.